# Samtgemeinde Gartow
La comunità amministrativa di Gartow (Samtgemeinde Gartow) si trova nel circondario di Lüchow-Dannenberg nella Bassa Sassonia, in Germania.

## Suddivisione
Comprende 5 comuni:
1. Gartow
2. Gorleben
3. Höhbeck
4. Prezelle
5. Schnackenburg

Il capoluogo è Gartow.